# Eugenio Morales Agacino
Eugenio Morales Agacino (Barcelona, 15 de març de 1914 - Madrid, 9 de març de 2002) fou un naturalista, entomòleg i mastozoòleg català, doctor honoris causa per la Universitat Autònoma de Madrid (UAM).
Nascut a Barcelona, estudià ciències naturals a la Universitat Central de Madrid (Universitat Complutense) on s'inicià en el naturalisme de camp. Va realitzar les primeres excursions científiques amb Manuel Martínez de la Escalera i el seu futur mentor: Ignacio Bolívar y Urrutia. Amb ells recorregué el nord-est africà durant els anys 40 a la fí d'estudiar els fluxos migratoris de les llagostes del desert. L'any 1945 durant un d'aquests viatges, de forma accidental, descobrí una colònia de foques monjo. La troballa li atorga cert prestigi internacional. Aquesta experiència li concedia un comissionat de la FAO per treballar en el control de la llagosta a Amèrica Central (1950). Les dècades posteriors les passaria col·laborant amb organismes europeus i espanyols com l'Instituto Nacional de Investigaciones Agrarias (INIA), la Comisión Internacional de Lucha Biológica (CILB) i la Universitat Autònoma de Madrid, que en 1997 el nomenaria doctor honoris causa.
Addicionalment, la seua contribució fou determinant per la compra pública l'any 1960 de les terres que avui formen part del Parc Nacional de Doñana. També es convertí en membre de la Real Sociedad Española de Historia Natural (RSEHN) i d'Alianza Popular. Treballador incansable, les seues publicacions continuaren fins prou després de la seua jubilació.
En general el seu treball fou molt meticulós amb documentació contrastada i ratificada per naturalistes internacionals i amb gran quantitat d'il·lustracions i fotografies que avui en dia es troben a la biblioteca del Departament de Biologia de la UAM i dels quals s'han arribat a fer publicacions comercials.

## Biografia

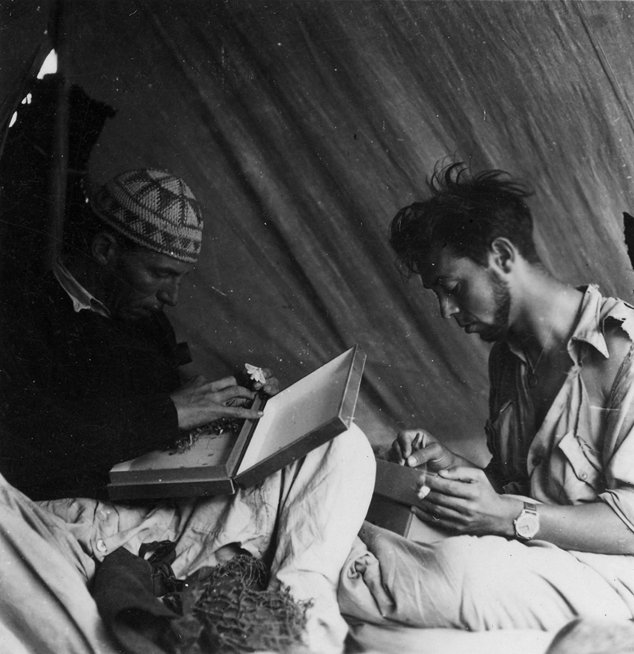
Eugenio durant una expedició al Sàhara (1942).

### Primers anys
Eugenio Morales Agacino va nàixer el 15 de març de 1914 a la ciutat de Barcelona, no obstant això, la professió de son pare, metge de l'Armada, l'obligà a mudar-se contínuament. Així visqué en Las Palmas de Gran Canaria, Larraix, Cartagena i Vigo abans d'assentar-se definitivament a Madrid l'any 1925.
Allí cursà el Batxillerat Elemental i Batxillerat Universitari Secció Ciències. Iniciant estudis universitaris en medicina l'any 1930. Fou durant aquest primer any quan conegué a Ignacio Bolívar y Urrutia, llavors director del Museo de Ciencias Naturales de Madrid (MCNM) qui aconseguí convèncer-lo per convertir-se en naturalista.

### Universitat i primeres expedicions (1930)
Abans de formalitzar el canvi, durant l'estiu de 1931, s'involucrà en el primer treball de camp amb l'entomòleg Manuel Martínez de la Escalera. També fou admès en la RSEHN, la primera de les moltes organitzacions naturalistes amb les quals entraria en contacte. Diverses expedicions naturalistes hi seguirien. Durant l'estiu de 1932 visità l'estació biològica d'El Ventorrillo (Cercedilla) acompanyant Martínez de la Escalera. A continuació feu un viatge al Marroc amb Fernando Martínez de la Escalera i el fill d'aquest: Goróstegui; els resultats del viatge quedaren enregistrats al butlletí Datos y observaciones sobre algunos mamíferos marroquíes de la RSEHN. Durant novembre de 1933 assistí a un curs de l'estació de biologia marina de Marín (Pontevedra) i al juliol de 1934 va visitar la Vall d'Ordesa (Osca) amb Cándido Bolívar.
El seu primer contacte amb científics estrangers fou durant el VI Congreso Internacional de Entomología organitzat a Madrid durant setembre de 1935 per Ignacio Bolívar. El mateix Morales s'involucrà activament en l'organització i preparació d'aquest, especialment en les excursions que havien d'intercalar-se amb les ponències. Durant aquest tingué ocasió de conèixer els entomòlegs contemporanis de major prestigi com ara: Boris P. Uvarov, Lucien Chopard, Malcolm Burr, F. S. Bodenheimer i C. Willemse.

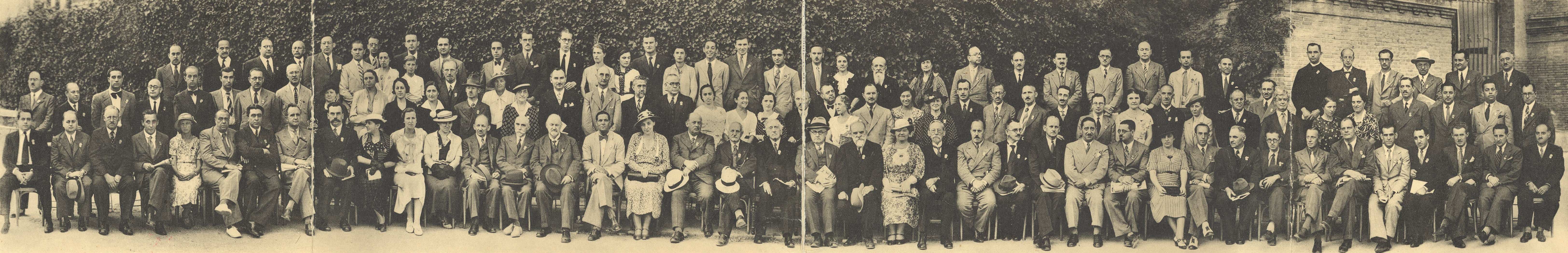
Assistents al VI Congreso Internacional de Entomología Madrid, 1935.

A l'inici de 1936 el seu nom fou proposat per participar en una expedició a l'Amazones dirigida pel capità Iglesias. Però, aquesta mai arribà a efectuar-se així que Morales reinvertí part dels fons destinats a l'expedició en la famosa càmera Leica amb la qual fotografiaria les foques monjo.
L'esclat de la Guerra Civil espanyola provocà una aturada de les ambicions professionals de Morales, qui s'allistà al bàndol republicà. El final de la guerra coincidí amb l'excarceració del mateix després de passar uns mesos en presó entre 1938 i 1939 possiblement per la relació del seu pare amb l'Armada.

### Expedicions al Sàhara (1940)
Després d'unes estades a Sant Sebastià i Barcelona, tornà a Madrid al 1940 per examinar-se, sense èxit, de les últimes assignatures pendents. En 1941 es trasllada a Almeria per treballar en l'Estació de Fitopatologia. A continuació partí cap a la segona expedició al Marroc, acompanyat de l'entomòleg alemany Werner Marten. Durant l'octubre inicià un dels treballs més importants de la seua carrera, la missió per estudiar els fluxos migratoris de la llagosta del desert al Protectorat espanyol del Sàhara. Aquesta missió s'intercalaria amb diversos viatges a la Península en gener i setembre de 1942. A continuació, prosseguí les seues investigacions en Sakia-el-Hamra, Villa Cisneros (Dakhla) i Güera finalitzant el 23 de maig de 1943. A l'inici de 1944 ja estava una altra vegada al Marroc a la fi d'assistir a una conferència sobre la llagosta del desert.

#### Descobriment de la foca monjo (1945)

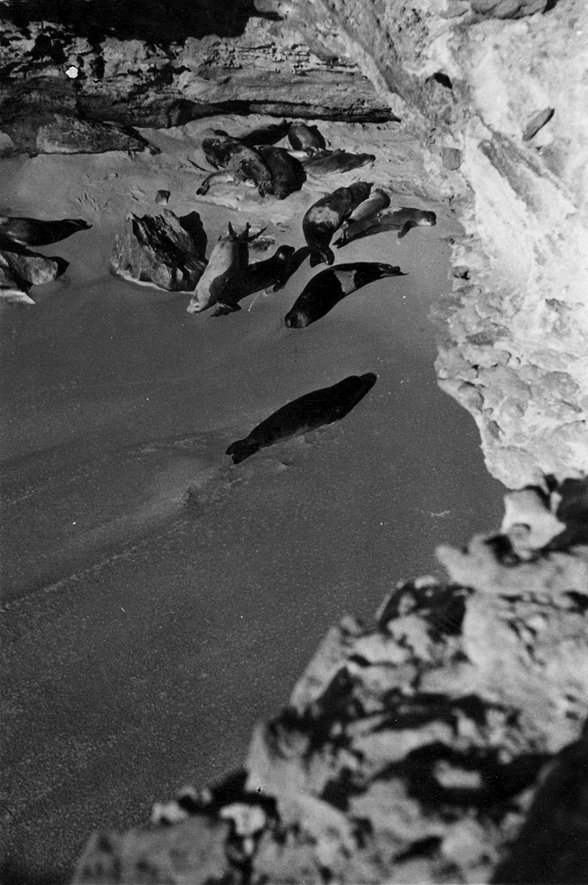
La colònia de foques monjo descoberta per Agacino a Cabo Blanco (1945).

Des de Barcelona, Morales partí cap Las Palmas amb l'objectiu d'organitzar una nova expedició des de Villa Cisneros. Aquesta recorregué el litoral sahrauí de nord a sud durant el Nadal, fins que, el 26 de desembre de 1945 descobrí casualment una colònia de foques monjo prop de Cabo Blanco contra la frontera de Mauritània. Les fotografies i observacions replegades van ser posteriorment publicades l'any 1950 a la revista especialitzada Mammalia, sent crítiques a l'hora d'acotar l'hàbitat d'aquesta espècie en perill d'extinció.

### Treball a Amèrica (1950)

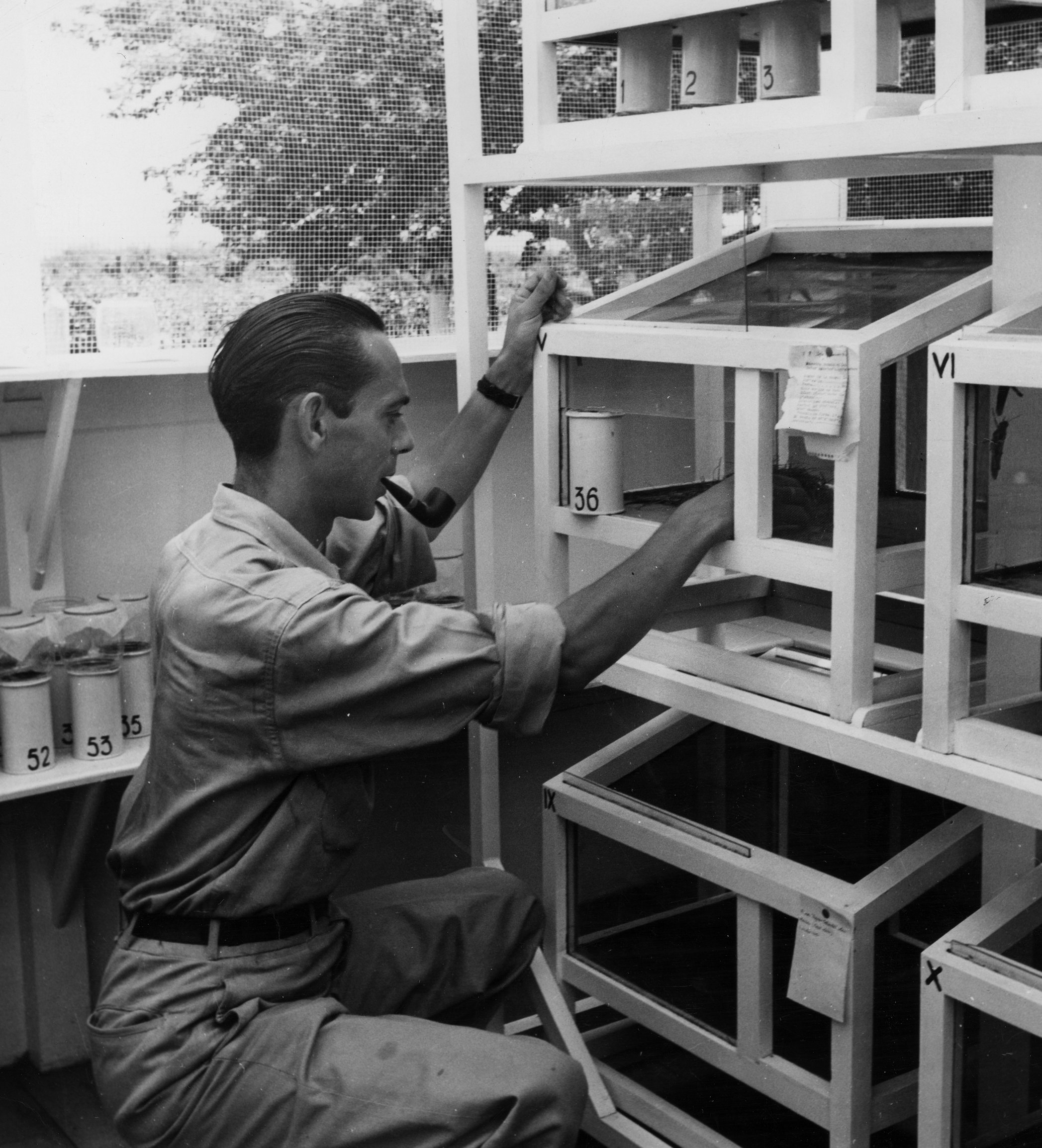
Eugenio al seu laboratori de la CICLA en Managua (1951).

El gener de 1948 aprovà l'última assignatura de la carrera i poc després conegué a Amalia de Oñate y Fernández de Gamboa, amb qui es casà el 26 de novembre de 1950. Paral·lelament, la seua participació en el cicle de conferències sobre la llagosta organitzades per la FAO a Beirut li permeteren obtenir un comissionat de contractació per estudiar les plagues que aquest insecte produïa a l'Amèrica Central. Amb aquest objectiu l'any 1951 es trasllada a Managua, on treballà sota la supervisió de la CICLA. Durant aquests anys també realitzà expedicions i visites a Costa Rica, Nicaragua, Mèxic, El Salvador, Hondures i Panamà, retrobant-se amb alguns companys exiliats per la guerra.
Malauradament, l'any 1952, després d'una breu visita familiar a Madrid, Morales fou emmetzinat per una serp a Hondures havent de rebre cures que l'allunaren de la seua labor professional. El 12 de març de 1954 assistí a la inauguració de les instal·lacions d'INIA en Puerta de Hierro (Madrid). I, ja en 1955 renúncia oficialment al seu carreg dins la CICLA.

### Tornada a Europa (1960)
A continuació retorna a Espanya treballant en l'INIA i l'Instituto Español de Entomología (IEE), organisme del qual arribarà a ser secretari. Durant l'abril de 1956 assisteix a una reunió de la FAO en Londres i dos anys després ingressà en la CILB. Aquests anys són molt fructífers per Morales, ja que rep dues condecoracions nacionals: l'Encomienda del Mérito Civil (1958) i la Placa de la Orden De África (1960). Durant el XI Congrés Internacional d'Entomologia (1960) en Viena es reuneix amb Chopard i Willemse i un any després comença el projecte a la fí que l'Estat compri el terreny que formarà part del Parc natural de Doñana en ajut dels naturalistes José Antonio Valverde i Francisco Bernis. A manera d'anècdota, el mateix Morales reconta en les seues memòries que la negociació clau per dur a terme l'adquisició es lliurà a sa casa, durant un dinar preparat per la seua dona.
A partir d'aquest instant la seua labor principal seria com conferenciant havent de renunciar al treball de camp que tant marcà l'etapa inicial de la seua carrera. Amb aquest objectiu assistí a diverses reunions com ara: l'Assemblea General de la CILB (Tunis, 1962), el seminari de Defoliadors Forestals Mediterranis a (Cerdanya, 1963) i les sessions del Comitè de la FAO per combatre la llagosta (Roma 1964). També durant aquest període rep la medalla: Fundazione Filippo Silvestri i comença a col·laborar amb el Consell Superior d'Investigacions Científiques (CSIC).
L'any 1967 es traslladà a l'Iran com enviat especial de la FAO per l'estudi de plagues agrícoles durant un any. D'aquesta experiència el mateix Morales comentaria en Valsaín l'any 1989:
| « | (castellà) ...los que han mandado […] han sido los de Coleoptera o los de Lepidoptera, que han tenido grandes plagas, y nadie se ha acordado nunca de las plagas que causaban los ortópteros; pero desgraciadamente o afortunadamente estaba la langosta. | (català) ...han manat […] els coleòpters o lepidòpters, que han provocat grans plagues, i ningú recorda mai les plagues causades pels ortòpters; però malauradament o afortunadament estava la llagosta. | » |
| — Eugenio Morales Agacino, https://www.mapa.gob.es/ministerio/pags/Biblioteca/Revistas/pdf_plagas%2FBSVP-Fuera_de_serie-20.pdf | | |   |

Durant març de 1970 regressà breument al Sàhara i rebutjà una plaça en l'Escuela de Ingenieros de Montes en Madrid per incorporar-se al Departament de la Naturalesa i el Medi Ambient de l'INIA en qualitat de director. El carreg però, l'ocuparia poc temps perqué s'adherí al Departament de Protecció Vegetal. L'abril de 1972 rebé la tercera condecoració nacional: l'Encomienda Ordinaria del Mérito Agrícola. Addicionalment, també participà en diverses conferències per Estrasburg, París i Moscou. També inicià una cooperació amb l'ICONA.

### Col·laboració amb la UAM (1976) i final

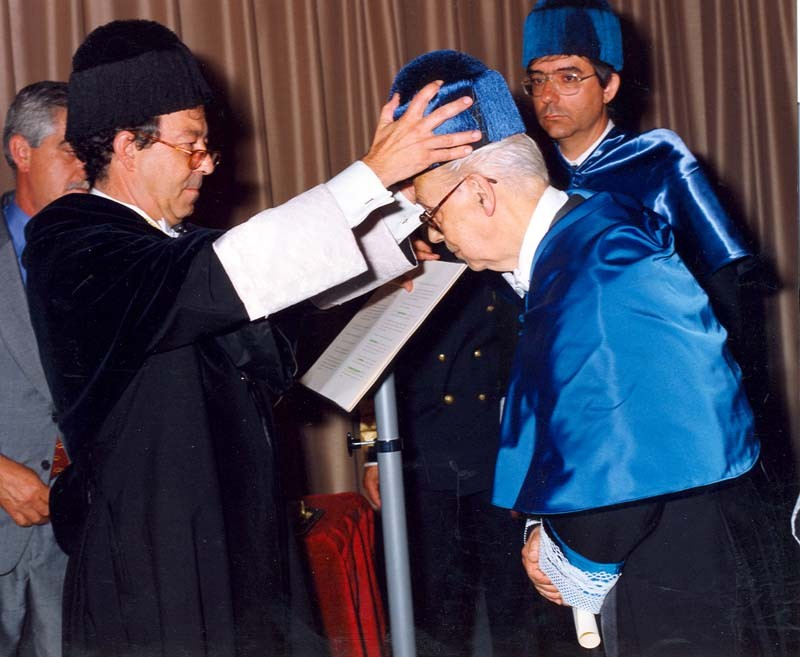
Investidura DHC d'Eugenio Morales Agacino (1998).

El treball amb la Universitat Autònoma de Madrid (UAM) s'inicià amb el contacte del genetista Jaime Gosálvez l'any 1976 i se centrà en la investigació dels agents indicadors i causant de plagues. El 5 de gener de 1983 fou condecorat amb l'Encomienda de Número de la Orden Civil Agrícola jubilant-se al cap de poc.
Però la jubilació no suposà la seua retirada del món del naturalisme, només, segons ell mateix indicà, la possibilitat de treballar a un ritme més pausat i sense la pressió d'horaris. Així prosseguí la seua labor a l'ICONA, el Servei de Plagues de l'INIA i el Departament de Biologia de la UAM, arribant a impartir classes de doctorat. També romangué assistent assidu a conferències internacionals com ara Siena, Pavia, El Caire i Valsaín. Retrobant-se amb amics i companys.

En 1994 ajudà a fundar l'associació Isifer per la conservació de la foca monjo al Sàhara. Assistí també al VI Congreso Ibérico de Entomología rebent un diploma honorífic de la RSEHN. Un any més tard, al 1995 començaren els tràmits per nomenar-lo doctor honoris causa per la UAM amb el suport de professionals del món de l'entomologia d'arreu del món. L'acte se celebrà el 5 de juny de 1998 al Saló d'Actes de la Facultad de Biologia, mateixa sala que havia vist envestits a la biòloga Lynn Margulis i el físic David Townsend. Durant la seua el seu Panegíric, el professor José Luis Viejo, futur president de la RSEHN, destacà les virtuts d'observació del Dr. Morales, així com la seua important participació com nexe entre l'època daurada de les Ciències Naturals a Espanya i el ressorgiment científic de la modernitat. El mateix Dr. Morales ressenyà la importància de compaginar els estudis teòrics amb l'observació pràctica al camp del naturalisme, quedant reflectit al seu discurs d'investidura:
| « | (castellà) Ánimo pues y acudid al campo, esté lejos o cerca, que es así cómo se complementa cuanto de formativo os dio el laboratorio. | (català) Ànim doncs i acudiu al camp, estigui lluny o prop, que és així com es complementa la informació que us donà el laboratori. | » |
| — Eugenio Morales Agacino, https://biblioteca.uam.es/ciencias/Exposiciones/EMAExpoVirtual/expovirtual_biografia_archivos/DHC-UAM-Eugenio-Morales.pdf | | |   |

Malauradament la seua esposa morí en 1998, cosa que provocà un fort desànim en el Dr. Morales que expirà el 9 de març de 2002 en Madrid.

## Aportacions científiques

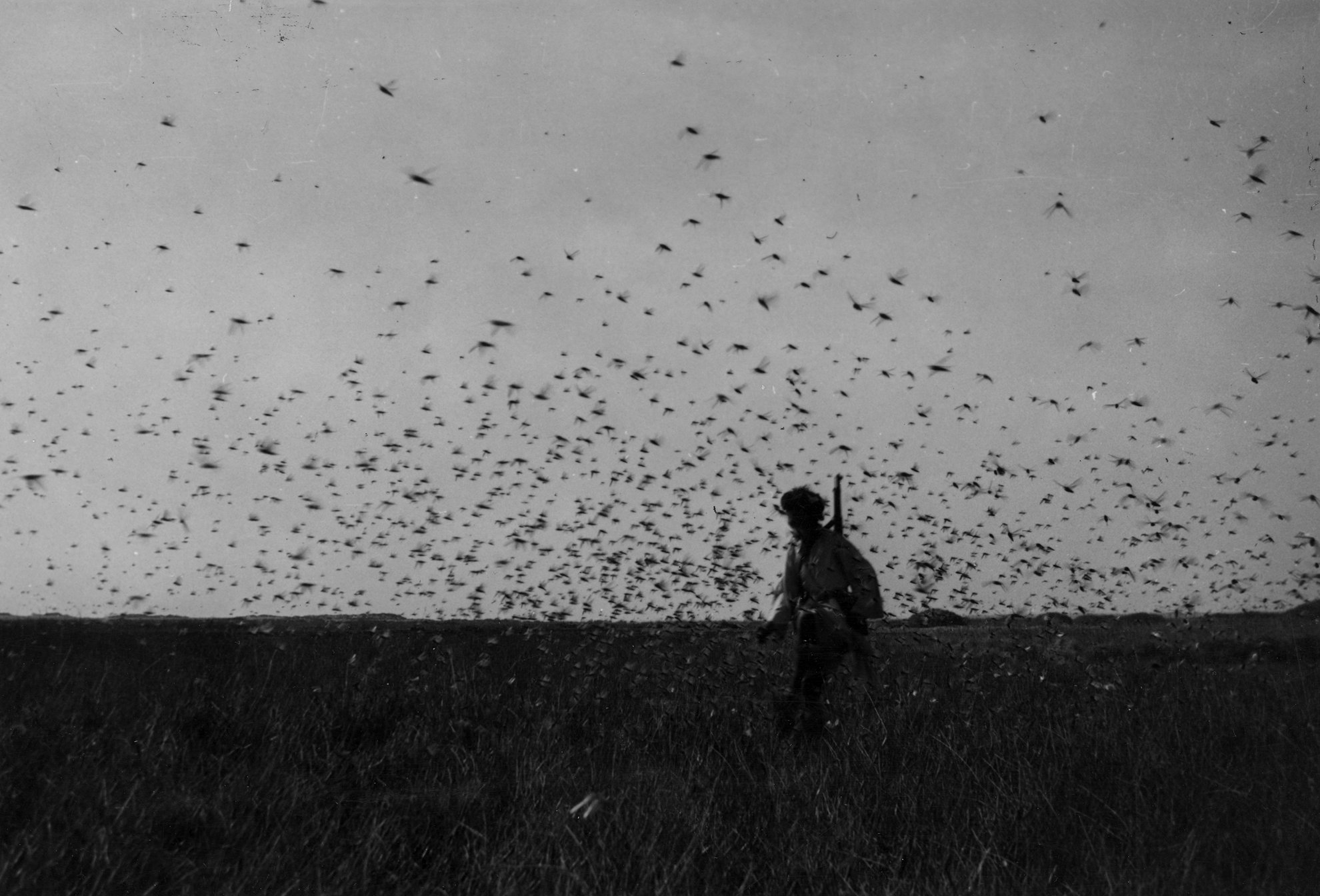
Núvol de llagostes al Sàhara Occidental (1944).

La seua obra està enfocada en tres aspectes fonamentals: taxonomia de mamífers, morfologia d'ortòpters i plaga de llagostes. Publicà 128 articles com a autor o coautor, taxà 7 mamífers i 53 ortòpters, a més de ser dedicat 20 taxacions d'insectes més en el seu honor. Entre els que destaquen la musaranya Crocidura foucauldi de Issaguen (Marroc) i la subespècie de gasela Gazella dama Iozanoi a la qual el CSIC dedicà un documental l'any 2005 i de la que el mateix Agacino comentà en un butlletí de la RSEHN l'any 1949:
| «                         | (castellà) Las gacelas no fogueadas presentan un comportamiento, ante la aparición de un coche, verdaderamente insospechado; son de una ingenuidad venatoria que maravilla. Lo ven llegar, observan cómo se para, miran a los hombres cómo cargan sus armas, oyen silbar las balas, escuchan las detonaciones de los disparos y nada, tan inmóviles como al principio. Cae una de ellas, y continúan impasibles con las orejas en expectación. | (català) Les gaseles no fogonades presenten un comportament, front l'aparició d'un cotxe, veritablement insospitat; són d'una ingenuïtat venatòria que meravella. Les veuen arribar, observen com es para, miren als homes com carreguen les seues armes, senten xiular les bales, escolten les detonacions dels trets i res, tan immòbils com al principi. Cau una d'elles i continuen impassibles amb les orelles expectants. | » |
| — Eugenio Morales Agacino | | |   |

El seu treball en plagues es basava en els estudis de Boris P. Uvarov i feien especial èmfasi en la presa de mesures preventives amb un seguiment exhaustiu dels factors de risc com ara la sequera o l'ús d'insecticides.

## Llegat
Morales és considerat un pioner espanyol en l'estudi biogeogràfic i de la conservació del medi natural. Ja considerat una eminència en vida, un dels seus descobriments més popularitzats és la trobada, el 26 de desembre de 1945, d'una colònia de foques monjo en Las Cuevecillas (Península de Cabo Blanco) prop de Güera (Sàhara Occidental). Que en el seu honor la comunitat científica batejà com Cueva Morales (21°02′57″N 17°08′59″O).
Al marge de la seua labor naturista, també és considerat el descobridor de tres estacions de pintures rupestres a l'alta Sakia-el-Hamra (Sàhara Occidental) que aparegueren a la revista Mauritania (1942).
Després de la seua defunció, la família del Dr. Morales decidí donar la seua biblioteca personal a la UAM, col·lecció dipositada a la Biblioteca de Ciencias i de la qual es va fer una exposició durant novembre de 2007.